# Davey Rimmer

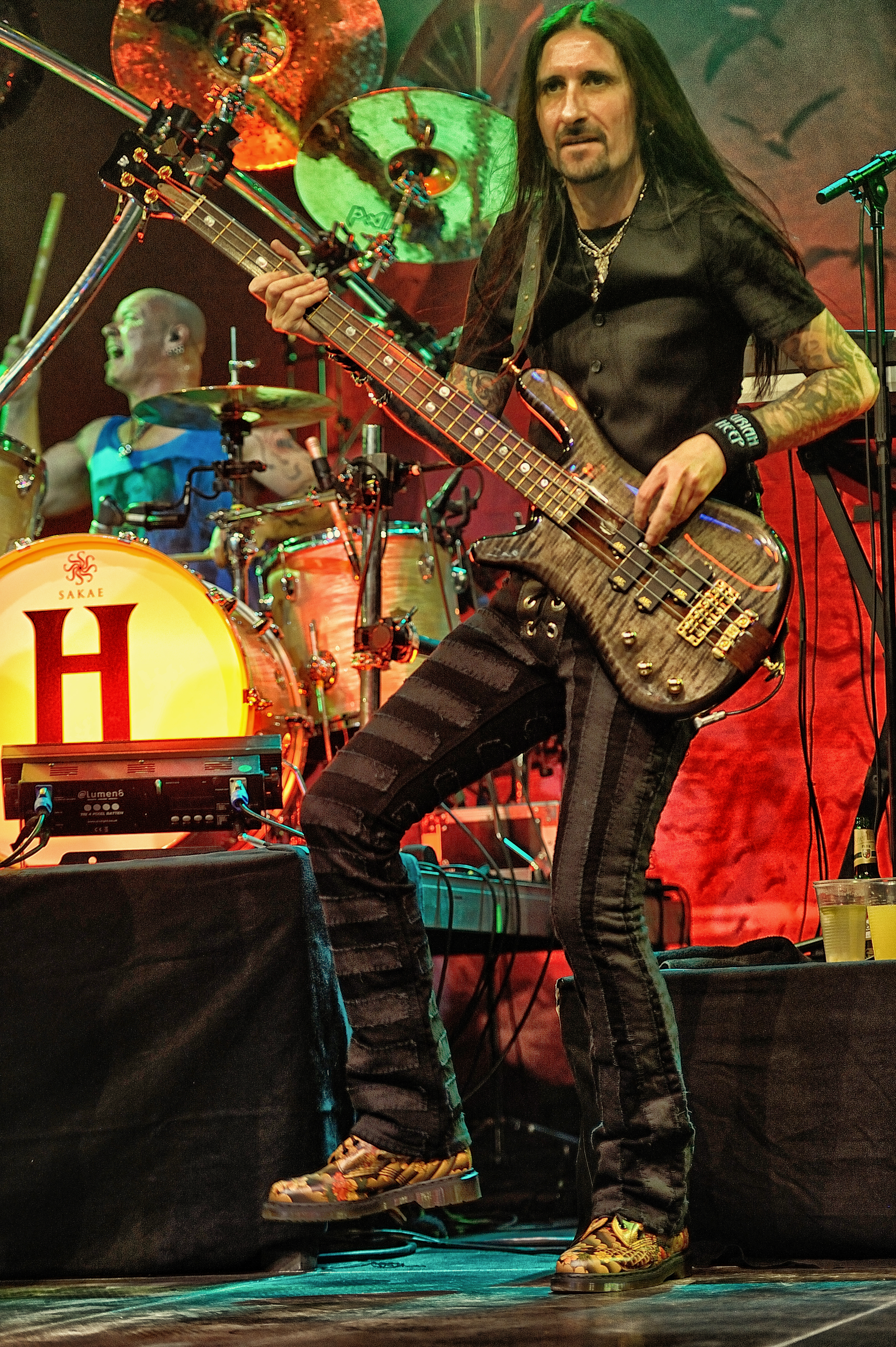
Davey Rimmer bei einem Konzert 2015 in der Frankfurter Batschkapp

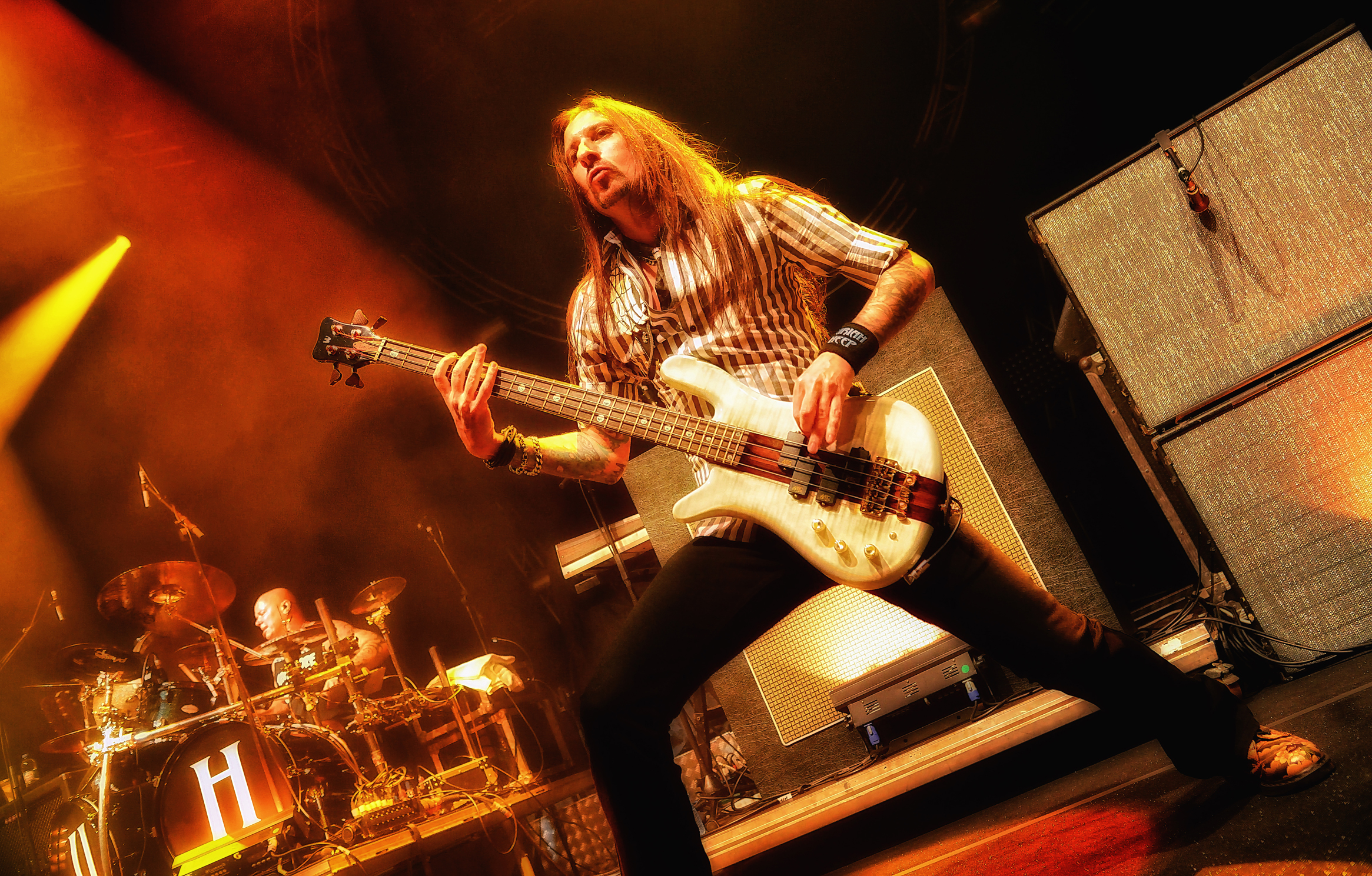
Davey Rimmer 2016

Davey Rimmer (* 6. Dezember 1968 in Liverpool, England) ist ein britischer Rockmusiker. Seit 2013 ist er Bassist der britischen Hardrock-Formation Uriah Heep.

## Karriere
Rimmer ersetzt bei Uriah Heep den verstorbenen Trevor Bolder. Zuvor war er Bassist in Bands wie Zodiac Mindwarp and the Love Reaction, Rock Savage und We are volsung.
Außerdem ist er Mitglied der Camden-Town-Cover-Band Metalworks, der auch Richie Faulkner (Judas Priest), Les Binks (ex-Judas Priest) und Piete Friesen (ex-The Almighty/Alice Cooper) angehören.
Davey Rimmer spielt einen Linkshänderbass.
Rimmer wohnt in London.

## Diskografie
mit Uriah Heep
- Outsider. 2014.
- Live at Koko London. 2014.
- Living The Dream (2018)
- Chaos & Colour (2023)